# زمین‌شناسی دریایی

پوسته اقیانوسی در یک پشته اقیانوسی شکل می‌گیرد، در حالی که سنگ‌کره در محل درازگودال‌ها در استنوسفر فرومی‌رود.

زمین‌شناسی دریایی (انگلیسی: Marine geology) یا اقیانوس‌نگاری زمین‌شناختی (Geological oceanography) مطالعه تاریخ و ساختار بستر اقیانوس‌ها است که به بررسی ژئوفیزیک، زمین‌شیمی، رسوب‌شناسی و دیرینه‌شناسی بستر دریا و نواحی ساحلی می‌پردازد. زمین‌شناسی دریایی پیوند گسترده‌ای با اقیانوس‌نگاری فیزیکی دارد.
مطالعات زمین‌شناسی دریایی اهمیت بسیاری در یافتن شواهد گسترش بستر اقیانوس و زمین‌ساخت صفحه‌ای در سال‌های پس از جنگ جهانی دوم داشت. بستر عمیق اقیانوسی آخرین مرز ناشناخته زمین است و تهیه نقشه‌های تفصیلی با اهداف نظامی (جهت زیردریایی‌ها) و اقتصادی (معادن نفت خام و فلزات) هدف تحقیق در بستر عمیق اقیانوسی است.

## دید کلی

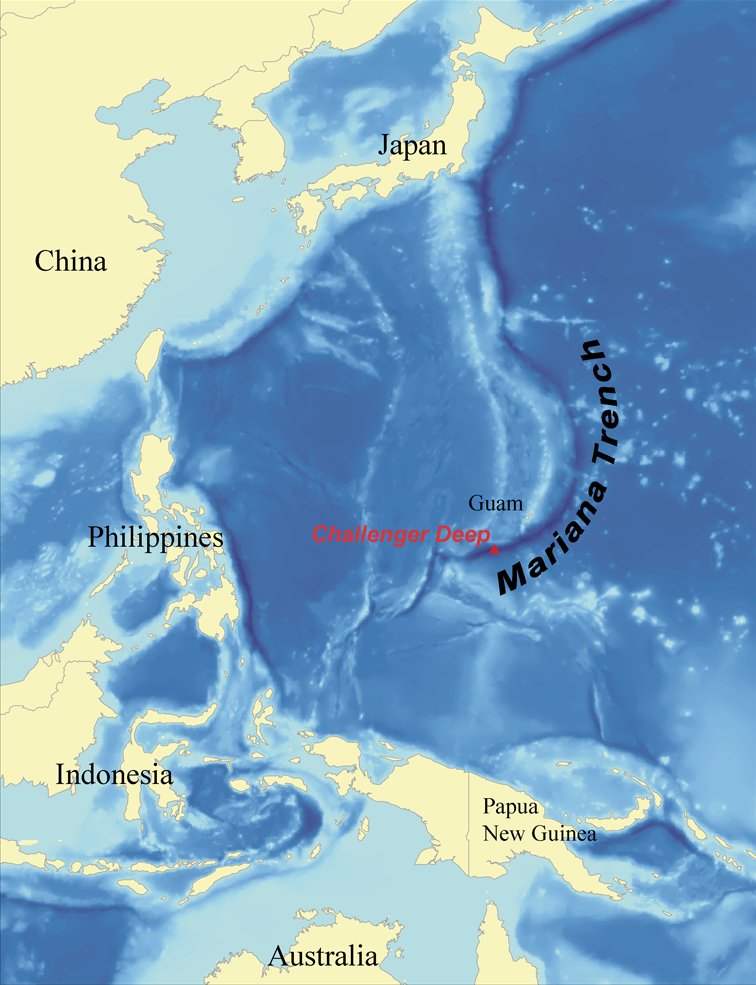
درازگودال اقیانوسی در محل برخورد دو صفحه اقیانوسی تشکیل می‌شود.

حلقه آتش پیرامون اقیانوس آرام با فعالیت‌های آتشفشانی و لرزه‌شناختی شدید و فراوان، تهدیدی عمده در بروز زمین‌لرزه، سونامی و فوران‌های آتشفشانی به‌شمار می‌رود. ساخت هر نوع سامانه هشدار بروز این وقایع نیازمند آگاهی کامل از زمین‌شناسی دریایی محیط‌های ساحلی و جزایر کمانی است.
مطالعه خط ساحلی و رسوبات بستر عمیق دریا و میزان انحلال کربنات کلسیم در محیط‌های مختلف دریایی، کاربرد مهمی در مطالعه تغییر اقلیم دارد.
کشف و مطالعه پشته میانی اقیانوسی، نواحی آتشفشانی و منافذ زمین‌گرمایی، ابتدا در دریای سرخ و سپس در خیز شرقی اقیانوس آرام و پشته میانی اقیانوس اطلس، باعث شده تا این مناطق از نواحی مهم تحقیقات زمین‌شناسی دریایی به‌شمار آیند. ارگانیزم‌های شدت‌دوست زنده که در این سامانه‌های زمین‌گرمایی یافت شده‌اند، نقش مهمی در افزایش شناخت ما از حیات بر روی زمین و پیدایش حیات در چنین محیط‌هایی داشته‌اند.
درازگودال‌های اقیانوسی طولی در در مقیاس نیم‌کره زمین دارند اما فرورفتگی توپوگرافی آن‌ها باریک است. این درازگودال‌ها ژرف‌ترین بخش بستر اقیانوس هستند.
درازگودال ماریانا ژرف‌ترین گودال زیر دریا و نیز عمیق‌ترین نقطه پوسته زمین است که تاکنون شناخته شده‌است. در این منطقه بر اثر فرورانش صفحه اقیانوس آرام، در حال رانده‌شدن به زیر صفحه دریای فیلیپین است. ژرف‌ترین نقطه این درازگودال در مقایسه با مرتفع‌ترین نقطه زمین (کوه اورست) فاصله بسیار بیشتری نسبت به سطح دریا دارد.